# Curarén
Curarén es un municipio del departamento de Francisco Morazán en la República de Honduras.

## Toponimia
El origen de su nombre está en la forma "Collallan", que significa "Junto a las tierras de los Colhuas".

## Límites
Curarén está situado en la cima de una cuesta y comienza desde el pequeño Arroyo Maguala.
| Orientación | Límite                                        |
| ----------- | --------------------------------------------- |
| Norte       | Municipio de Lauterique, La Paz               |
| Sur         | Municipio de Langue, Valle                    |
| Sur         | Municipio de San Francisco de Coray, Valle    |
| Este        | Municipio de Reitoca, Francisco Morazán       |
| Este        | Municipio de Alubarén, Francisco Morazán      |
| Este        | Municipio de San Miguelito, Francisco Morazán |
| Este        | Municipio de La Libertad, Francisco Morazán   |
| Oeste       | Municipio de Aramecina, Valle                 |
| Oeste       | Municipio de Caridad, Valle                   |
| Oeste       | Municipio de Lauterique, La Paz               |
| Oeste       | Municipio de Aguanqueterique, La Paz          |

## Datos históricos
Es un pueblo muy antiguo, en la nómina de los pueblos de la provincia de Comayagua, relacionado con motivo del cobro de las penas de Cámara (1684), se lee Cusare.
En 1791, en el primer recuento de población de 1791 ya figuraba como Curarén, formando parte del Curato de Aguanqueterique.
En 1825, en la primera División Política Territorial de 1825 figuraba en el Partido de Comayagua.
En 1843, formó parte del Departamento de Choluteca.
En 1869, pasó al Departamento de La Paz.
En 1878, quedó agregado a Tegucigalpa (hoy Francisco Morazán).
En 1889, ya en la división política Territorial de 1889 era uno de los municipios del Distrito de Reitoca.

## División Política
Aldeas: 18 (2021)
Caseríos: 152 (2013)
| Código | Aldea                            |
| ------ | -------------------------------- |
| 080401 | Curarén (cabecera del municipio) |
| 080402 | Cartagua                         |
| 080403 | Cunimisca                        |
| 080404 | El Portillo de San Juan Bosco    |
| 080405 | El Porvenir                      |
| 080406 | Emituca                          |
| 080407 | Hato Viejo                       |
| 080408 | La Costita                       |
| 080409 | La Manzanilla                    |
| 080410 | La Victorina                     |
| 080411 | Lodo Negro                       |
| 080412 | Macancicre                       |
| 080413 | Mandasta                         |
| 080414 | San José del Potrero             |
| 080415 | San Marcos                       |
| 080416 | Toncontín                        |
| 080417 | El Tamboral                      |
| 080418 | La Cuchilla                      |